# Maja squinado
La granceola o grancevola (Maja squinado Herbst, 1788), comunemente chiamata granséola, è un crostaceo decapode della famiglia dei Majidae.

## Descrizione
Carapace colore bruno-arancio, talvolta rosso-arancio, ricco di spine ai bordi di colore bruno. Zampe sottili e lunghe, adatte al movimento sul fondale sabbioso. Chele anteriori piccole, punta più chiara, al termine di braccia snodate, dello stesso spessore delle zampe.
Il nome Granséola deriva dall'unione dei termini di lingua veneta granso (granchio) e séola (cipolla).

## Biologia
Questo crostaceo vive sui substrati rocciosi marini. La sua essenziale arma di difesa è l'eccezionale mimetismo, che gli consente di nascondersi perfettamente tra le alghe e le rocce colorate del fondale marino. A periodi costanti la grancevola cambia il proprio carapace, attraverso una muta. Durante questo periodo l'animale è indifeso e vulnerabile a qualsiasi attacco. Quando il vecchio carapace si rompe l'animale è coperto da un involucro molto tenero e, quindi, in breve tempo deve trovarsi un luogo sicuro ove rifugiarsi. Si nutre principalmente di alghe, bivalvi, larve di insetti, vermi e di piccoli pesci intrappolati nelle reti e in concave. Può riprodursi fino a quattro volte l'anno.

## Distribuzione
Oceano Atlantico orientale, dall'Irlanda alla Guinea, Mar Mediterraneo.
Nei mari italiani questo granchio del peso di circa 500 g vive alla profondità di circa 100 m ma può raggiungere profondità di migliaia di metri soprattutto nei mari della Sardegna, mentre è possibile incontrarlo anche a basse profondità nell'alto Adriatico. In genere è ricoperto da lattuga di mare per meglio mimetizzarsi nei fondali. Viene pescato con delle nasse.

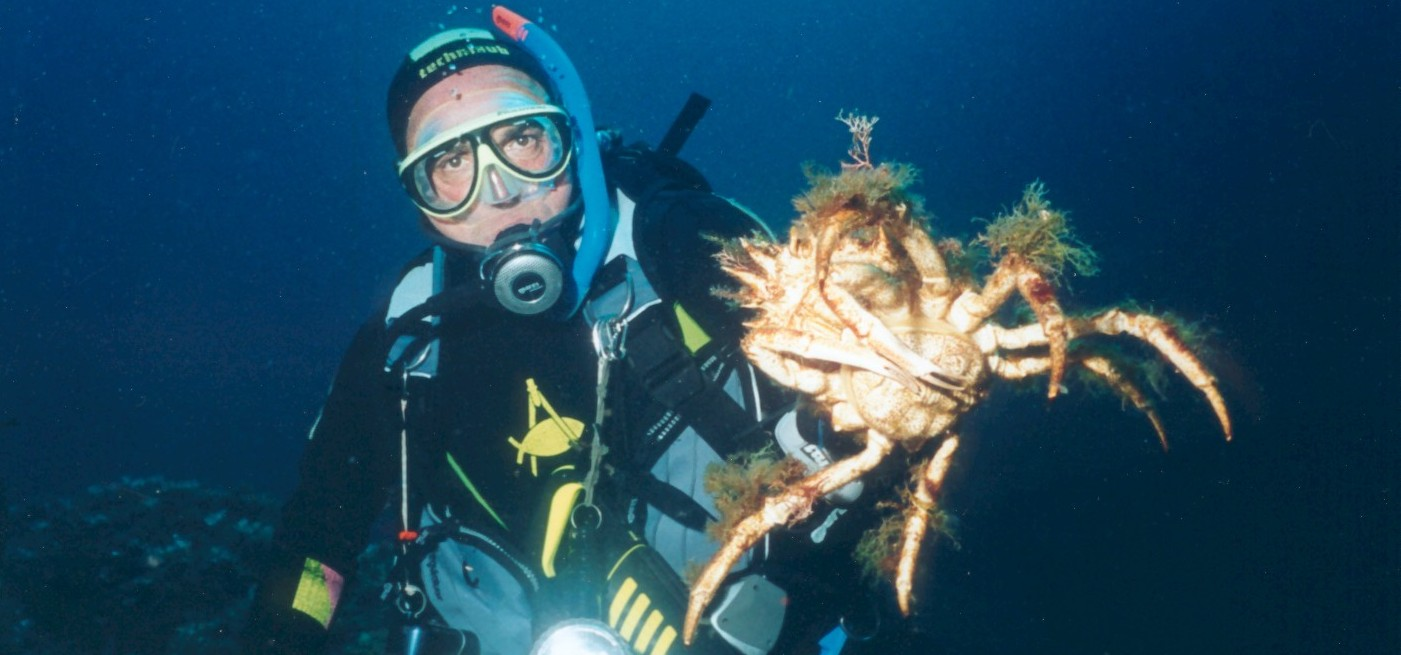
Un esemplare di grandi dimensioni fotografato nei fondali dell'Isola di Foradada in Sardegna